# Manica (provincie)
Manica is een van de tien provincies van Mozambique en is westelijk gelegen in het land. De provincie heeft een oppervlakte van bijna 62.000 vierkante kilometer en een inwonersaantal van bijna één miljoen1997. De provinciale hoofdstad is Chimoio. Het gebied Manica kwam vanuit privéhanden als district bij de toenmalige Portugese kolonie Mozambique in 1942. In 1954 werd het nieuwe district Tete gecreëerd met delen van Manica en Sofala. Toen de districten in 1978 provinciën werden werd het grondgebied van Manica en Sofala herverdeeld.
De provincie is bergachtig met het Chimanimani- en het Penhalongagebergte.

## Grenzen
De provincie Manica grenst aan een buurland van Mozambique:
de gelijknamige provincie Manicaland van Zimbabwe in het westen.
Andere grenzen heeft Manica met vier provincies:
- Tete in het noorden.
- Sofala in het oosten.
- Inhambane in het zuidoosten.
- Gaza in het zuidwesten.

## Districten
De provincie is verder verdeeld in negen districten:
- Báruè
- Gondola
- Guro
- Machaze
- Macossa

- Manica
- Mossurize
- Sussundenga
- Tambara

Cabo Delgado · Gaza · Inhambane · Manica · Maputo · Nampula · Niassa · Sofala · Tete · Zambezia · Maputo (stad)